# Frances Russell
Frances Anna Maria Russell, comtesse Russell ( née Elliot-Murray-Kynynmound ; 1815-1898), est la deuxième épouse du premier ministre à deux reprises du Royaume-Uni John Russell, 1er comte Russell. Entre 1841 et 1861, elle est connue sous le nom de Lady John Russell.

## Biographie
Frances née à Minto, Roxburghshire, est la deuxième fille du comte et de la comtesse de Minto. Elle passe ses premières années dans la maison familiale de Minto House avant de déménager à Berlin en 1832 lorsque son père est nommé ministre de Prusse. En septembre 1835, son père est nommé Premier Lord de l'Amirauté dans le gouvernement de Lord Melbourne, la famille déménageant à Londres. En 1840, à l'âge de 24 ans, Frances reçoit une offre de mariage du collègue du cabinet de son père, Lord John Russell, qui était veuf depuis deux ans. Elle rejette d'abord la proposition de Lord John, avant de la reconsidérer et de l'accepter. Ils se marient le 20 juillet 1841 dans le salon de Minto House.
Lors de son mariage, Frances devient la belle-mère des deux filles de Lord John issues de son premier mariage, Georgiana et Victoria, ainsi que de ses quatre beaux-enfants (les enfants orphelins de sa première femme Adélaïde et de son premier mari). Ils ont eux-mêmes quatre enfants :
- John Russell, futur vicomte Amberley (10 décembre 1842 - 9 janvier 1876)
- George Gilbert William Russell (14 avril 1848 - 27 janvier 1933)
- Francis Albert Rollo Russell, dit Rollo (11 juillet 1849 - 30 mars 1914)
- Mary Agatha Russell, dite Agatha (1853 - 23 avril 1933)

En 1847, pendant le premier mandat de Lord John en tant que Premier ministre, les Russell se voient accorder l'utilisation de Pembroke Lodge, Richmond Park par la reine Victoria. Il restera la maison familiale des Russell jusqu'à la mort de Frances en 1898.
En 1861, Lord John Russell est élevé à la pairie en tant que comte Russell et Frances devient désormais connue sous le nom de comtesse Russell.
En 1876, le fils aîné des Russell, le vicomte Amberley, meurt d'une bronchite, laissant deux fils orphelins (leur mère, Katharine Russell, vicomtesse Amberley étant décédée en 1874). Il s'agit de John ("Frank") Russell (10 ans), devenu 2e comte Russell, à la mort de son grand-père en 1878, et du futur philosophe Bertrand Russell (3 ans). Dans son testament, Amberley a nommé Douglas Spalding et TJ Cobden-Sanderson comme tuteurs de Frank et Bertrand, ne souhaitant pas que ses enfants soient élevés en tant que chrétiens mais Lord et Lady Russell ont contesté avec succès la stipulation et ont assumé la tutelle complète de leurs petits-fils,. La profondément pieuse Lady Russell, malgré sa désapprobation incontestable de certains de ses contenus, s'assure que le livre de son fils An Analysis of Religious Belief (qui adopte une vision critique du christianisme et des autres religions) soit publié un mois après sa mort Deux ans plus tard, Earl Russell meurt, laissant Lady Russell comme seul tuteur de Frank et Bertrand. Plus tard dans la vie, Bertrand Russell évoque sa grand-mère comme : « la personne la plus importante pour moi tout au long de mon enfance. Elle était écossaise presbytérienne, libérale en politique et en religion... mais extrêmement stricte en matière de morale ».
La comtesse Russell meurt à Pembroke Lodge le 17 janvier 1898 à l'âge de 82 ans, ayant survécu à son mari de près de vingt ans. Elle est enterrée aux côtés de son mari dans la chapelle de la famille Russell à l'église Saint-Michel de Chenies.

## Personnage
Lady Russell est une femme aux fortes convictions religieuses et politiques. Elle est élevée comme presbytérienne avant de devenir unitaire plus tard dans sa vie. Fille d'un pair whig, elle s' intéresse à la politique dès son plus jeune âge. Elle est partisane de causes libérales telles que l'unification italienne et l'autonomie irlandaise et soutient le Nord dans la guerre civile américaine par horreur de l'esclavage.
Bertrand Russell écrit qu'elle était «complètement hors du monde» et «méprisait ceux qui pensaient aux honneurs du monde». Selon Russell, sa grand-mère vivait austère, n'aimait pas le vin, détestait le tabac, ne mangeait que la nourriture la plus simple et «était toujours sur le point de devenir végétarienne» Alors qu'il trouvait sa stricte moralité victorienne excessive, Russell se souvient de Lady Russell comme une grand-mère affectueuse et admire ce qu'il décrit comme «son intrépidité, son esprit public, son mépris des conventions et son indifférence à l'opinion de la majorité
Frances parle couramment le français, l'allemand et l'italien. Elle connait bien la littérature classique anglaise et européenne mais, selon Bertrand Russell, elle ne s'intéresse pas à la littérature européenne moderne Dès l'âge de 15 ans, elle tient un journal qu'elle interrompt à la mort de son mari quarante-huit ans plus tard. Après sa mort, des parties du journal sont éditées et publiées par sa fille Agatha.

## Honneurs
Un navire, la comtesse Russell, est nommé en l'honneur de Lady Russell en 1861. Il s'échoue et il est perdu au large des côtes du Queensland le 13 août 1873.[réf. nécessaire]